# Pano Akil
Pano Akil ou Pano Aqil (en ourdou : پنّوعاقِل) est une ville pakistanaise située dans le district de Sukkur, dans province du Sind. C'est la deuxième plus grande ville du district. Elle est située au nord-est de Sukkur.
La population de la ville a été multipliée par plus de six entre 1972 et 2017, passant de 11 412 habitants à 75 805. Entre 1998 et 2017, la croissance annuelle moyenne s'affiche à 3,3 %, soit bien plus que la moyenne nationale de 2,4 %. Selon le recensement de 2023, la population de la ville monte légèrement à 76 942 habitants.
|            | 1972 (rec.) | 1981 (rec.) | 1998 (rec.) | 2017 (rec.) | 2023 (rec.) |
| ---------- | ----------- | ----------- | ----------- | ----------- | ----------- |
| Population | 11 412      | 20 330      | 41 255      | 75 805      | 76 942      |